# Лухит (округ)
Лухит (англ. Lohit) — округ на востоке индийского штата Аруначал-Прадеш. Административный центр — город Тезу. Площадь округа — 11 402 км². По данным всеиндийской переписи 2001 года население округа составляло 143 527 человек. Уровень грамотности взрослого населения составлял 56,1 %, что немного ниже среднеиндийского уровня (59,5 %). Доля городского населения составляла 18,6 %. Своё название округ получил от реки Лухит. 16 февраля 2004 года из части территории округа был создан новый округ Анджав.